# Dicercomorpha albosparsa
Dicercomorpha albosparsa es una especie de escarabajo barrenador metálico del género Dicercomorpha, categorizada en la tribu Dicercini, de la subfamilia Chrysochroinae. Fue descrita por Laporte & Gory en 1836.
Es sinónimo de Dicercomorpha nigroviridis Fisher, 1926. Se distribuye por la región indomalaya.